# Estación de Schottikon
La estación de Schottikon es una estación ferroviaria de la comuna suiza de Elsau, en el Cantón de Zúrich.

## Historia y situación
La estación de Schottikon fue inaugurada en el año 1855 con la puesta en servicio de la línea Wil - Winterthur por parte del Sankt Gallisch-Appenzellischen Eisenbahn. En 1902 fue integrada en los SBB-CFF-FFS.
Se encuentra ubicada en el norte del núcleo urbano de Schottikon, al que da servicio, en el este de la comuna de Elsau.
En la comuna existe también la estación de Räterschen, en el oeste de la comuna.
En términos ferroviarios, la estación se sitúa en la línea Wil - Winterthur. Sus dependencias ferroviarias colaterales son la estación de Elgg hacia Wil, y la estación de Räterschen en dirección Winterthur.

## Servicios ferroviarios
Los servicios ferroviarios de esta estación están prestados por SBB-CFF-FFS:

### S-Bahn Zúrich
La estación está integrada dentro de la red de trenes de cercanías S-Bahn Zúrich, y en la que efectúan parada los trenes de una línea perteneciente a S-Bahn Zúrich:
- S 35 Winterthur - Elgg – Wil